# متلاشی (فیلم ۲۰۲۲)
متلاشی (انگلیسی: Shattered) یک فیلم هیجان انگیز آمریکایی محصول سال ۲۰۲۲ به کارگردانی لوئیس پریه‌تو و با بازی کامرون مانهن، فرانک گریلو، لیلی کروگ و جان مالکوویچ است.

## داستان
کریس، یک مطلقه پولدار، دلداده زنی اسرارآمیز به نام اسکای می‌شود، اما متوجه می‌شود که خودش، همسر سابقش و فرزندشان به دام افتاده‌اند و یک نبرد ناامیدانه برای بقا در جریان است.